# Cavallo di Frisia

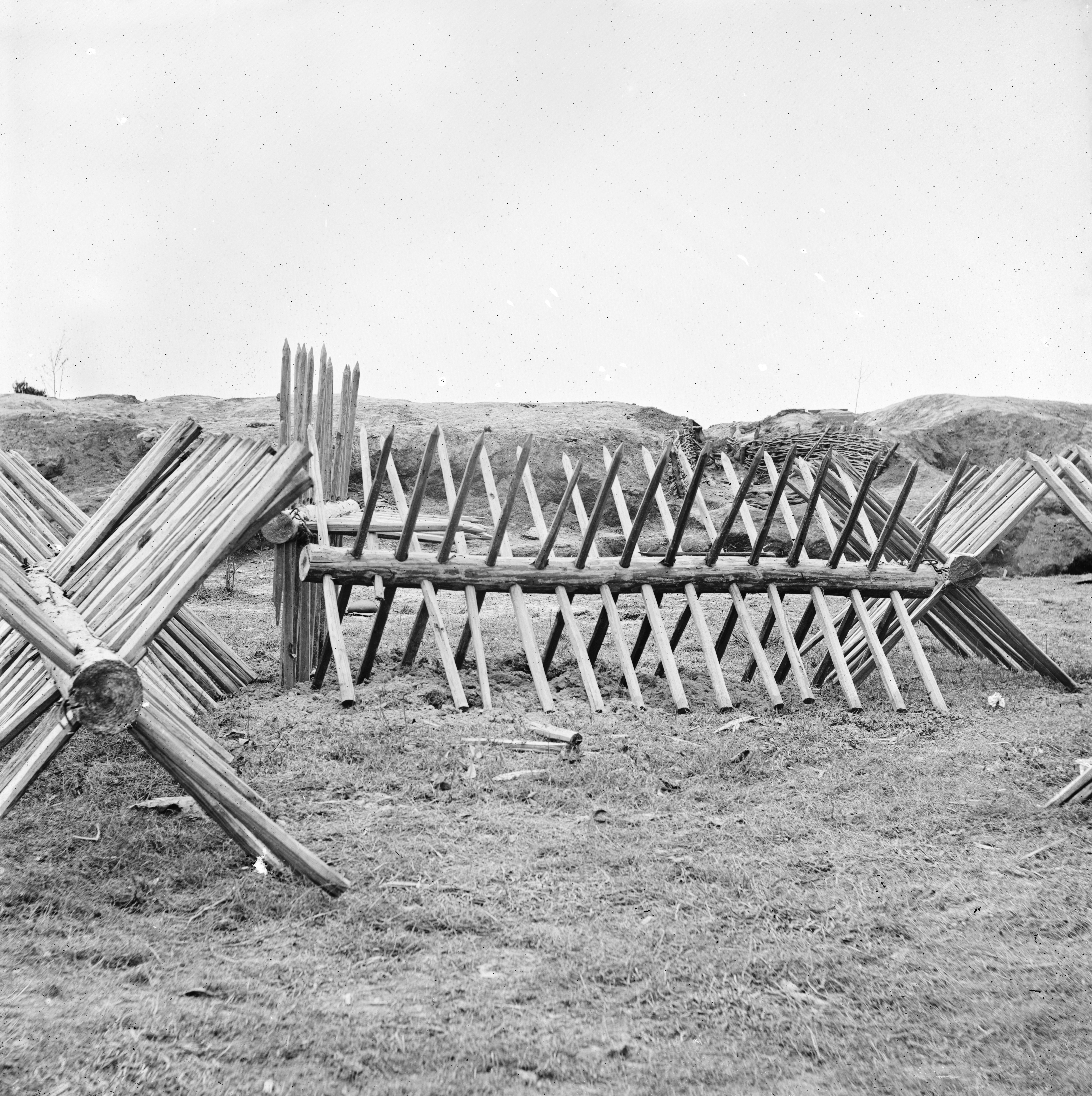
Un cavallo di Frisia utilizzato durante l'assedio di Petersburg.

Il cavallo di Frisia è un ostacolo difensivo costituito da un telaio portatile, a volte un semplice ceppo di legno, coperto con lunghi chiodi in ferro o legno, ed eventualmente filo spinato.

## Etimologia
Il suo nome deriva dalla regione dei Paesi Bassi della Frisia dove furono usati per la prima volta verso la fine del XVI secolo per difendere la città di Groninga dall'assalto della cavalleria spagnola. Per tale ragione i cavalli di Frisia sono chiamati in tedesco e nelle lingue scandinave "cavalieri spagnoli".

## In epoca antica
Lo scopo dei cavalli di Frisia era, originariamente, quello di fermare cariche di cavalleria, ma col tempo si sono rivelati efficaci anche contro la fanteria (precursori in un certo senso dei reticolati della prima guerra mondiale) e nella difesa di capisaldi o piccole fortificazioni.
Taluni ritengono che una prima forma di cavallo di Frisia fosse già in uso presso i romani, costituita da grandi triboli, ovvero chiodi a quattro punte. La teoria sarebbe confermata dal ritrovamento di numerosi pali acuminati (detti valli) che suggeriscono una produzione in larga scala e la cui rastrematura della porzione centrale fa pensare a un'eventuale legatura di più elementi. Si potrebbe trattare dell'"ericius", o "riccio", menzionato, ma non descritto, da Cesare e da Sallustio.

## XX secolo

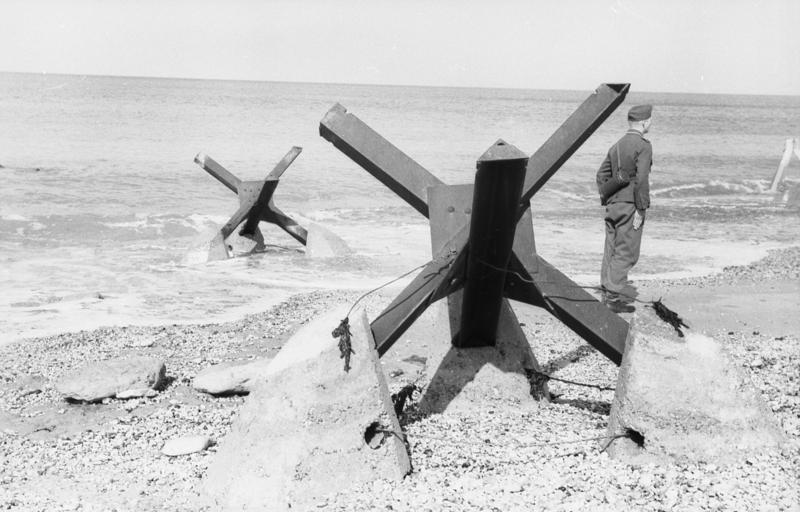
Moderni cavalli di Frisia tedeschi a difesa della spiaggia di Calais (FR).

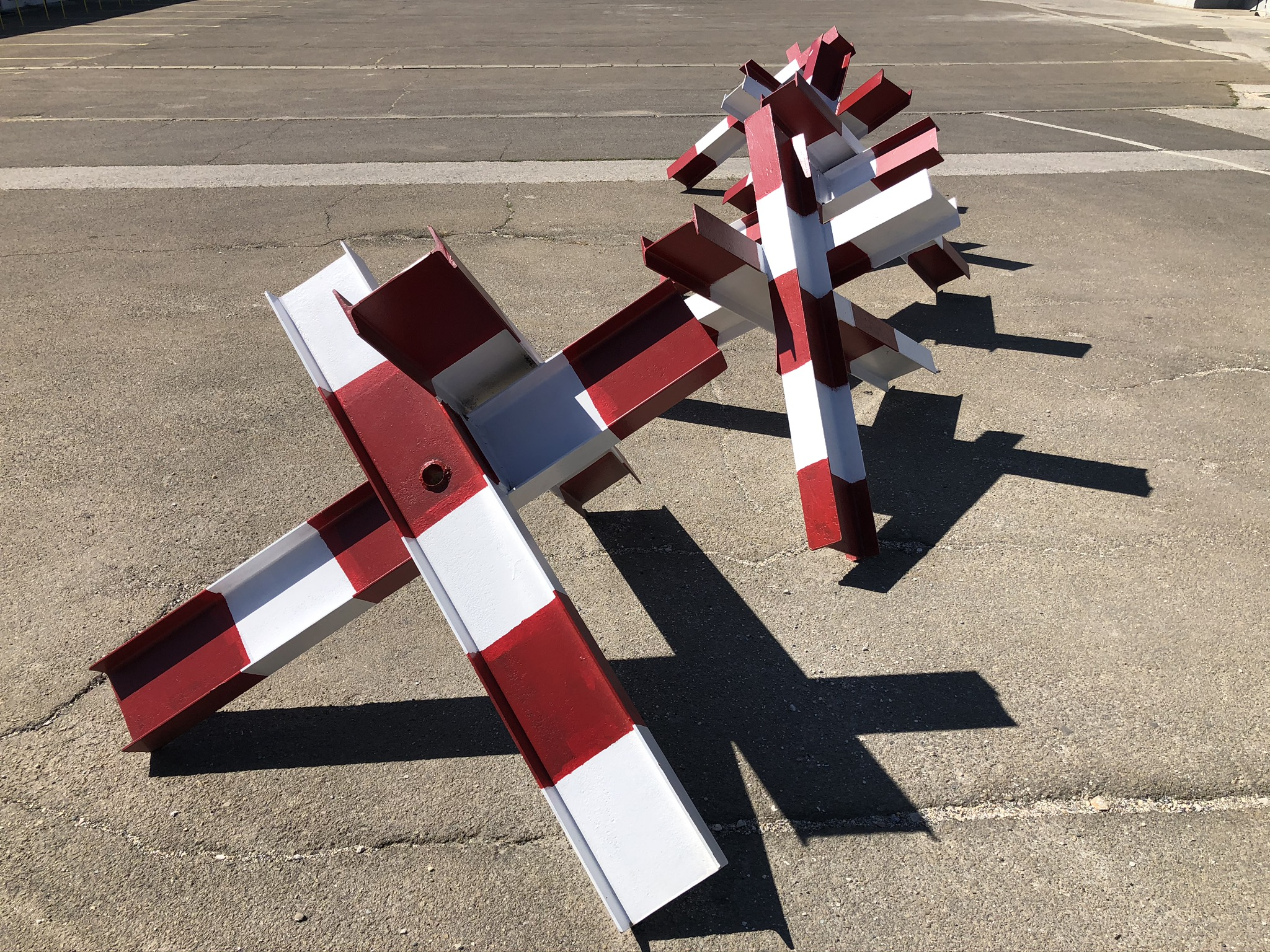
Moderni cavalli di Frisia nella base della MSU in Kosovo.

Una moderna versione del cavallo di Frisia è stata largamente utilizzata durante la seconda guerra mondiale da diversi eserciti. Si tratta di quello che in inglese e tedesco è noto come "porcospino ceco" o riccio ceco, poiché utilizzato per la prima volta alla vigilia della guerra dalla Cecoslovacchia a difesa del confine con la Germania nazista in funzione anticarro.
Tale metodo difensivo venne utilizzato anche in Italia dalle forze dell'ordine durante i fatti di Genova del 30 giugno 1960.